# Utrenja
Utrenja is een compositie van Krzysztof Penderecki, die in twee fasen werd voltooid. Hij omschreef het werk destijds: Al wat ik wilde was bevrijdende muziek, los van enige traditie. Utrenja is Oudkerkslavisch voor de ochtenddienst op Goede Vrijdag.

## Geschiedenis

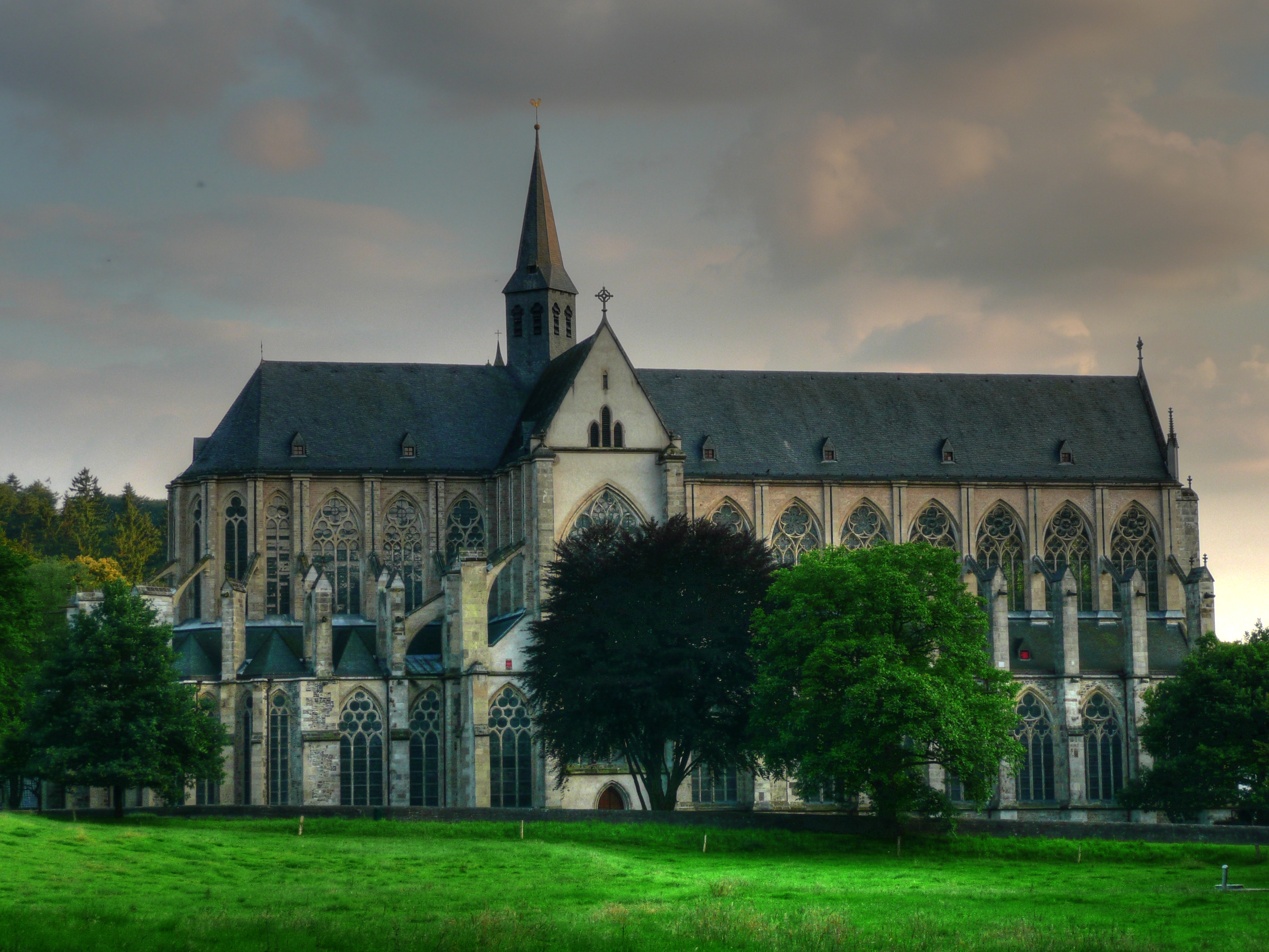
Altenberger Dom

De oorsprong van het werk ligt in een opdracht van de toen West-Duitse Radio voor een nieuw werk van de Poolse componist. Penderecki schreef op dat verzoek een werk dat gerelateerd is aan het Paasweekend: De begrafenis van Christus (Zloženie Chrystusa do grobu), later bekend onder Utrenja I. Penderecki droeg het werk op aan de befaamde dirigent Eugene Ormandy. Deze compositie is gebaseerd op de orthodoxe liturgie rondom de Heilige Zaterdag. De eerste uitvoering vond dan ook plaats in Duitsland in de Altenberger Dom in Altenberg, een deelgemeente van Odenthal; Andrej Markowski leidde een international gezelschap (Stefania Woytowicz, sopraan; Krystyna Szczepánska, alt; Louis Devos, tenor; Bernard Ladysz, bas; Boris Carmeli, basso profondo; koor van de Norddeutsche Rundfunk (NDR); koor van de Westdeutsche Rundfunk (WDR) [Kölner Rundfunkchor]) met het Kölner Rundfunk Sinfonie Orchester op 8 april 1970.
De uitvoering was een succes en de Duitse omroep vroeg de componist om een vervolg het volgende jaar. In 1971 voltooide de componist het daadwerkelijke vervolg De wederopstanding van Christus (Zmartwychwstanie Pańskie) (Utrenja II), dat qua verhaal, tijdsbeeld en muziek naadloos aansluit bij het eerder opgeleverde werk. Dit werk kreeg geen aparte eerste uitvoering. Op 29 mei 1971 werd eerst De begrafenis van Christus gespeeld en vervolgens De wederopstanding van Christus. Opnieuw was Markowski dirigent, ook de solisten en het orkest waren hetzelfde. Sinds die tijd gaan beide werken gezamenlijk door het leven als Utrenja. Plaats van handeling was toen de Dom van Münster.

## Muziek
De muziek van Utrenja moet in het licht gezien worden van de verhouding West-Duitsland – Polen gedurende de muziekgeschiedenis en de Koude Oorlog. West-Duitsland was in die jaren (en anno 2010 nog steeds) een voorloper van vernieuwing binnen de klassieke muziek van de 20e eeuw, daarbij wilde men veel ruimte geven aan componisten, die in het Oostblok onder druk van regeringen muziek moesten schrijven ter faveure van het volk. Al te moeilijk begrijpbare muziek had men liever niet, men zag dat als beïnvloeding van het vrije westen. Tegelijkertijd begon in Polen een beweging op te komen, die uiteindelijk uitmondde in eerst een enorme repressie, maar uiteindelijk tot de val van het communistische regime. Bijkomende factor was dat een groot deel van Polen bestond uit een gebied dat voorheen aan Duitsland behoorde (Pruisen en Silezië) en een gezamenlijk gevoel in cultuur is duidelijk. Het werk werd toentertijd een groot succes. Uiteraard mag de invloed van het toen onderdrukte katholicisme daarbij niet onderschat worden, dat werd door het toenmalige regime gedoogd, maar blij was de regering er niet mee.
De muziekkenners en recensenten waren toen en nu (2009) minder enthousiast over dit werk. De componist bevond zich in die tijd in een overgangsfase qua stijl. Hij verruilde de avant-gardemuziek steeds meer in voor een behoudender stijl. Men dacht destijds dat de componist met Utrenja lekker eenvoudig wilde scoren bij het publiek, maar achteraf kan geconstateerd worden dat het een overgangswerk was tussen twee nauwelijks te verenigen stijlen. Moderne muziek en muziek die teruggreep op een eerdere periode wisselen elkaar dan ook af. Enerzijds een werk vol dissonanten en dan vervolgens weer hemelse gezangen zoals die ik kerkkoralen werd gebruikt.
Nadat beide delen waren samengevoegd tot Utrenja werden beide delen tezamen met de Sint Lucas passie gezien als een muzikaal drieluik. Delen van Utrenja werden gebruikt in The Shining.

### Delen

#### De begrafenis van Christus
1. Troparion
2. Songs of Praise
3. Imros
4. Canon van Stille Zaterdag
5. Irmologion

#### De wederopstanding van Christus
1. The Gospel
2. Stichira
3. Psalm met troparion
4. Pesach canon, liederen 1 en 3
5. Pesach canon, lied 8
6. Kontakion
7. Ikos
8. Pesach canon, fragment

### Orkestratie
Het werk is geschreven voor grote bezetting:
- 1 sopraan, 1 mezzosopraan, 1 tenor, 1 bas, 1 basso profundo
- 2 koren bestaande uit sopranen, alten, tenoren en baritons/bassen
- 4 dwarsfluiten waarvan 1 en 2 ook piccolo en 4 ook altfluit, 3 hobo’s, 3 klarineten waarvan 1 ook esklarinet, 1 basklarinet , contrabasklarinet, 2 altsaxofoons, 2 baritonsaxofoons, 3 fagotten en 1 contrafagot;
- 6 hoorns, 5 trompetten, 4 trombones, 2 tuba’s
- 4 man/vrouw percussie voor 2 triangels, 2 gongs, buisklokken, 4 bekkens, 2 tamtams, 4 tom-toms, 2 bongos, kleine trom, grosse holzplattentrommel (grote trom uit houten platen), holzglocken (houten klokken), güiro, claves, zweep, Javaanse gongs (een soort Gong ageng uit de Javaanse Gamelan of Kulintang), ratel, vibrafoon en marimba
- 1 piano, harmonium, basgitaar
- 24 violen, 10 altviolen, 10 celli, 8 contrabassen

## Discografie
- Uitgave Naxos (2009) in een serie gewijd aan Penderecki:
  - Iwona Hossa (sop); Agnieszka Rehlis (mezzo), Piotr Kusiewicz (tenor), Piotr Nowacki (bas), Gennady Bezzubenkov (bp)
  - Jongenskoor van Warschau,
  - koor en orkest van Filharmonisch Orkest van Warschau o.l.v. Antoni Wit
  - opname september en december 2008